# Estación de Porta Nova
El Apeadero de Porta Nova es una plataforma ferroviaria de la Línea del Algarve, que sirve a la zona de Porta Nova, en el ayuntamiento de Tavira, en Portugal.

## Historia

### Construcción e inauguración
Este apeadero se encuentra en el tramo entre las Estaciones de Tavira y Vila Real de Santo António, que entró en servicio el 14 de abril de 1906.